# やさしく歌って (アルバム)
『やさしく歌って』（原題：Killing Me Softly）は、アメリカ合衆国のR&B歌手ロバータ・フラックが1973年に発表した、ソロ名義では4作目のスタジオ・アルバム。

## 背景
1曲目の「やさしく歌って」はニューヨークのアトランティック・レコーディング・スタジオで録音され、その他の曲はリージェント・サウンド・スタジオで録音された。全曲ともフラック自身が全体のアレンジを行い、その上で個々の曲にストリングスやホーン等のアレンジャーが起用された。
本作のクレジットには「ラサーン・ローランド・カークに捧げる」と記載されている。

## 反響
アメリカではBillboard 200で3位、『ビルボード』のR&Bアルバム・チャートで2位に達し、1973年8月にはRIAAによってゴールドディスクの認定を受け、2006年1月にはダブル・プラチナに認定された。本作はグラミー賞の最優秀アルバム賞にノミネートされたが、受賞は果たせなかった。
本作に先行してシングルとして発表された「やさしく歌って」はBillboard Hot 100で1位を獲得し、『ビルボード』のR&Bシングル・チャートとアダルト・コンテンポラリー・チャートでは2位を記録して、グラミー賞では最優秀レコード賞、最優秀楽曲賞、最優秀女性ポップ・ボーカル・パフォーマンス賞の3部門を受賞した。また、本作からシングル・カットされたジャニス・イアンのカヴァー「我が心のジェシ」はBillboard Hot 100で30位、R&Bシングル・チャートで19位、アダルト・コンテンポラリー・チャートで3位を記録している。
ノルウェーでは自身2度目のアルバム・チャート入りを果たし、3週連続で6位に達した。日本のオリコンLPチャートでは最高16位に達し、38週にわたってチャート圏内に登場するロング・セラーとなった。

## 収録曲
Side 1
1. やさしく歌って "Killing Me Softly with His Song" (Charles Fox, Norman Gimbel) – 4:50
2. 我が心のジェシ "Jesse" (Janis Ian) – 4:03
  - ストリングス・アレンジ：エウミール・デオダート
3. ノー・ティアーズ "No Tears (In the End)" (Ralph MacDonald, William Salter) – 4:56
  - ホーン・アレンジ：アルフレッド・エリス
4. 少女 "I'm the Girl" (James Shelton) – 4:55
  - チェロ・アレンジ：カーミット・ムーア

Side 2
1. リヴァー "River" (Gene McDaniels) – 5:03
  - ホーン・アレンジ：ウィリアム・イートン
2. 愛の語らい "Conversation Love" (Terry Plumeri, Bill Seighman) – 3:43
  - ストリングス&ホーン・アレンジ：ドン・セベスキー
3. 君ほほえむ時 "When You Smile" (R. MacDonald, W. Salter) – 3:44
  - ホーン・アレンジ：ウィリアム・イートン
4. スザンヌ "Suzanne" (Leonard Cohen) – 9:44
  - ストリングス・アレンジ：エウミール・デオダート